# Frère Jérôme
Frère Jérôme (29 août 1902 - 30 avril 1994), né Joseph Ulric-Aimé Paradis, est un enseignant et artiste canadien, frère de la congrégation de Sainte-Croix. Il est lié à l'histoire de l'art contemporain du Québec, ayant côtoyé les Paul-Émile Borduas, Fernand Leduc, Jean-Paul Mousseau et Claude Vermette, tant comme élèves que comme collègues.

## Biographie
Dès l'âge de 12 ans, Ulric-Aimé entre en communauté dans la congrégation de Sainte-Croix, il prononce ses vœux perpétuels et prend l'habit le  15 août 1918, Ulric-Aimé Paradis porte désormais le nom de frère Jérôme,.
La carrière d'enseignant du frère Jérôme commence en 1921, à l'école Beaudet, à Ville Saint-Laurent. À l'âge de 25 ans, en 1927, sa communauté l'envoie au collège Notre-Dame, à Montréal. Sauf pour un exil de 1948 à 1958, il y réside toute sa vie. Pédagogue remarquable, le frère Jérôme enseigne durant plus de 70 ans, à près de 10 000 élèves.
Jérôme, un frère jazzé parait en 1969, en 85 pages, Guy Robert retrace les principaux jalons d'un itinéraire souvent difficile et les éléments d'une conception de l'art et de la pédagogie qui s’expriment par des expressions théoriques, claires et simples. Guy Robert reconnait déjà l'importance historique de la double activité pédagogique et artistique du frère Jérôme. Pour souligner les liens intimes qui unissent en lui l'artiste et le pédagogue, il notera : 
Un professeur qui ne pratique pas son art dans une optique de créativité ne peut être que médiocre dans son enseignement. 

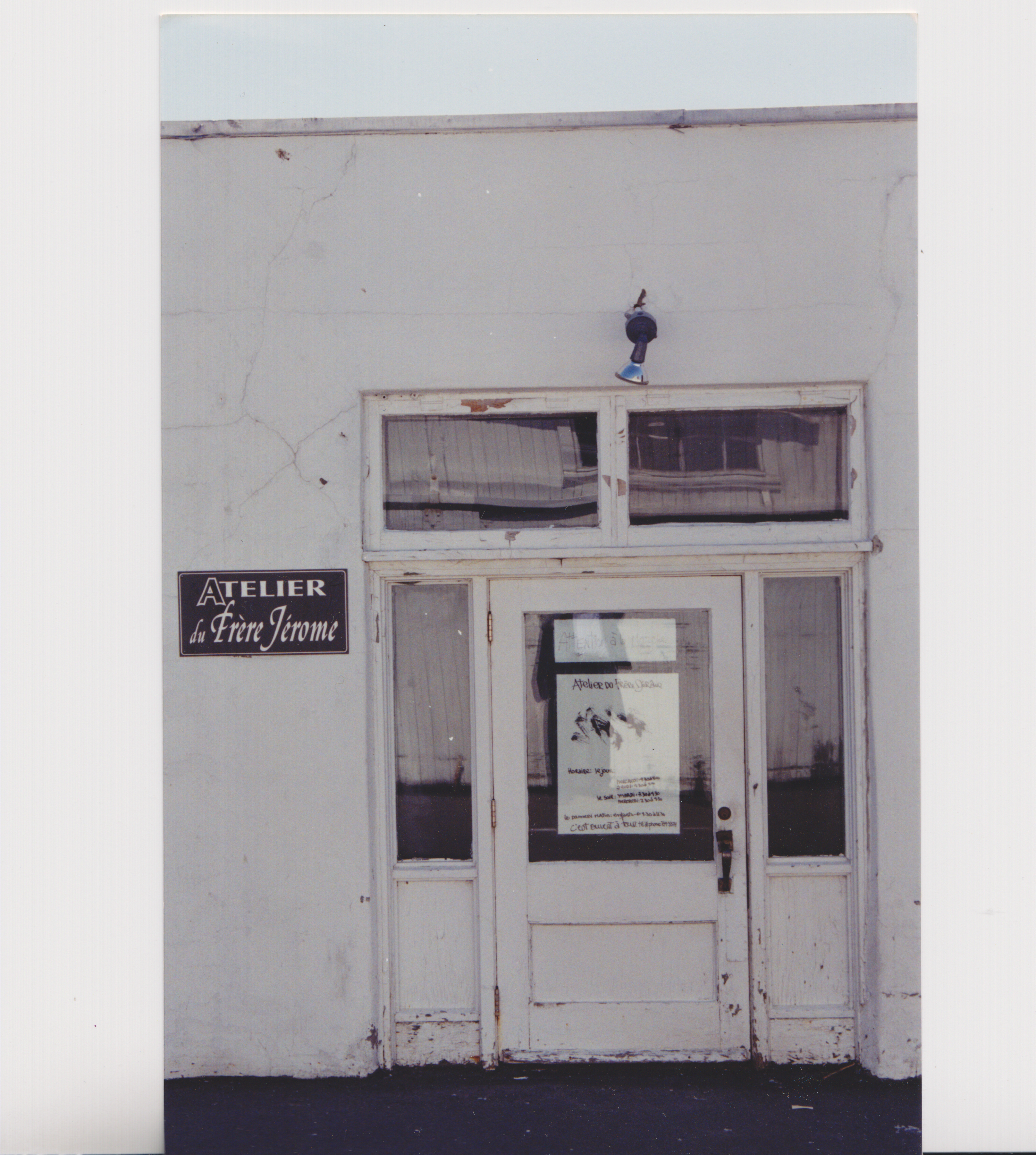
Atelier du Frère Jérôme, 1994

En tant que professeur d'arts plastiques au Collège Notre-Dame, il développe un goût artistique avant-gardiste pour un membre d'une communauté religieuse catholique romaine. Sa démarche dénote, entre autres, une recherche de spiritualité et démontre son intérêt pour l'art figuratif, l'automatisme et le langage pictural abstrait.
Il a d'ailleurs été de tous les grands mouvements de pensée de son époque : Refus global, Prisme d'yeux, Plasticiens. À sa mort en 1994, il laisse un corpus imposant de plus de 3 000 œuvres ainsi qu'un héritage artistique imposant qui a marqué toute une génération d'artistes qui ont fréquenté son atelier dans les années 1970 et 1980 (dont Diane Dufresne et Orita Leprohon (cy)).

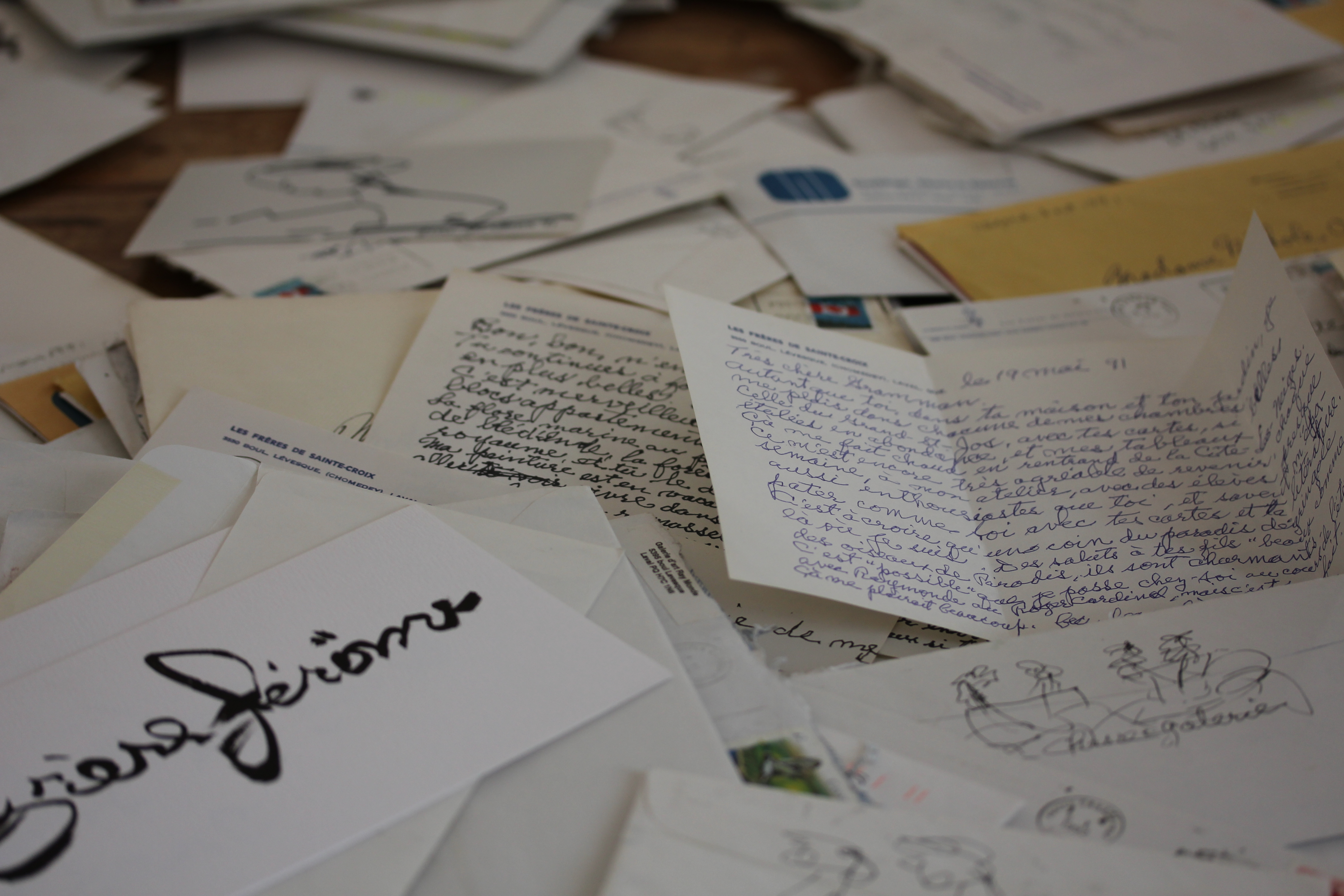
En vrac, enveloppes, lettres et dessins du frère Jérôme

« … l'histoire de mon atelier est un peu celle de tous les ateliers de collèges depuis trente ans : on vivote à travers les déménagements de locaux et la menace permanente de disparition partielle ou totale. »

— Frère Jérôme, dans : Guy Robert, Jérôme un frère jazzé, 1969.

## Musées et collections publiques
- Musée d'art de Joliette
- Musée national des beaux-arts du Québec[8]